# Lego Mindstorms RCX
 (septembre 2023).
Si vous disposez d'ouvrages ou d'articles de référence ou si vous connaissez des sites web de qualité traitant du thème abordé ici, merci de compléter l'article en donnant les références utiles à sa vérifiabilité et en les liant à la section « Notes et références ».

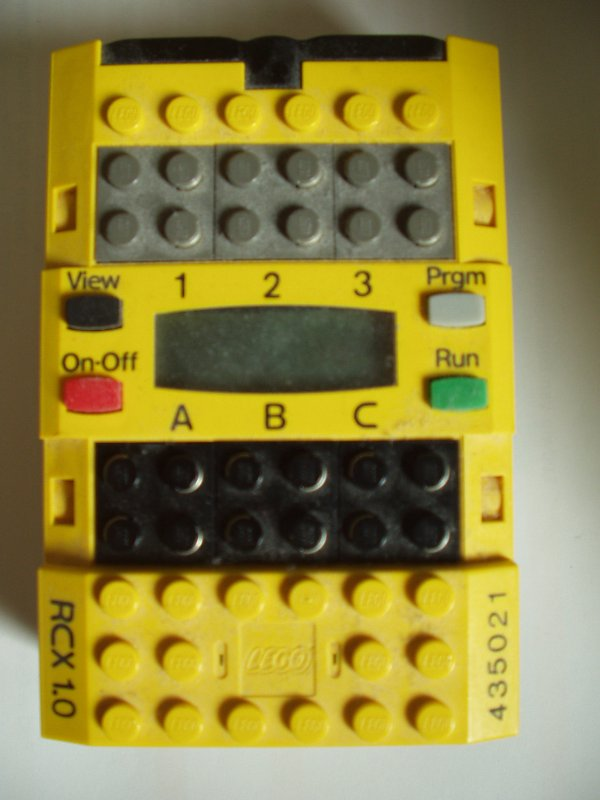
Le RCX version 1.5 (malgré le « 1.0 » sur le côté)

Le RCX est un automate, la brique incorporant le microprocesseur (un H8/300) des Lego Mindstorms.
Elle peut être programmée avec l'application graphique fournie avec les Lego Mindstorms, NQC ou en d'autres langages de programmation (Java, Visual Basic...).
Les programmes du RCX sont habituellement compilés sur l'ordinateur puis téléchargés dans le RCX, qui est ensuite autonome.

## Caractéristiques du RCX
Le RCX dispose de :
- trois ports d'entrées pour les capteurs, numérotés de 1 à 3 (en gris sur l'image) ;
- trois ports de sorties pour les moteurs, numérotés de A à C (en noir sur l'image) ;
- quatre boutons de commandes (« View » en noir, « Prgm » en gris, « On-Off » en rouge et « Run » en vert) ;
- un écran LCD de 5 caractères permettant d'afficher des informations sur l'état des capteurs/des moteurs, le programme en cours, l'état de la batterie... ;
- un transmetteur infrarouge ;
- un haut-parleur émettant des tonalités monophoniques.

La première version du RCX comportait une prise pour brancher un adaptateur secteur, cette prise a disparu à partir de la version 1.5 (la brique de la photo, bien que notée « 1.0 » est une version 1.5).

### Caractéristiques physiques
| Hauteur       | 9,5 cm                             |
| Largeur       | 6,5 cm                             |
| Épaisseur     | 4 cm                               |
| Processeur    | µC Hitachi 8 bit H8/3292 16 MHz    |
| Mémoires      | 6 Ko ROM, 32 Ko RAM                |
| Capteurs      | 3 ports + 4 touches clavier (+ IR) |
| Sorties       | 3 ports (+ IR)                     |
| Alimentation  | 6 piles R6 1,5 V                   |
| Signalisation | LCD 5 caractères                   |

### Caractéristiques logicielles
Les 6 Ko de ROM contiennent :
- les fonctions de pilotage des périphériques ;
- les fonctions de chargement du firmware par le transmetteur IR et des applications stockées dans la mémoire RAM ;
- le système d’exploitation.

## Langages de programmation possibles
Lego a publié deux langages (tous deux graphiques) :
- RCX Code (inclus dans la boîte par défaut), principalement utilisé chez les particuliers ;
- ROBOLAB (basé sur LabVIEW et développé à l'université Tufts), principalement utilisé dans le système éducatif.

Lego a aussi publié un langage non graphique, pour les programmeurs plus avancés, le Mindscript.
Programmes créés par des développeurs tiers (tous non graphiques à l'exception de actor-lab) :
- C et C++ avec BrickOS (LegOS), QuiteC ou avec RobotC
- NQC "Not Quite C" (« Presque du C »)
- Java avec leJOS ou TinyVM son prédécesseur
- Lego.NET
- OnScreen
- pbFORTH (extension pour le langage de programmation Forth)
- PbrickDev
- PRO-BOT
- SqLego
- TclRCX
- Terrapin Logo
- Visual Basic
- XS (une version similaire au langage de Lisp)
- actor-lab - un langage de programmation graphique.